# Kráľov Brod
Kráľov Brod este o comună slovacă, aflată în districtul Galanta din regiunea Trnava. Localitatea se află la altitudinea de 112 m deasupra n.m., se întinde pe o suprafață de 14,73 km2 și în 2017 număra 1.097 de locuitori.

## Istoric
Localitatea Kráľov Brod este atestată documentar din 1785.

## Demografie
| An:                | 1994 | 2004   | 2014   | 2024   |
| ------------------ | ---- | ------ | ------ | ------ |
| Număr de persoane: | 1169 | 1167   | 1122   | 1059   |
| Diferență:         |      | −0,17% | −3,85% | −5,61% |

| An:                | 2023 | 2024   |
| ------------------ | ---- | ------ |
| Număr de persoane: | 1066 | 1059   |
| Diferență:         |      | −0,65% |